# 438 هـ
438 هـ هي سنة في التقويم الهجري امتدت مقابلةً في التقويم الميلادي بين سنتي 1046 و1047.

## مواليد
- أبو المعين النسفي
- ابن الطراوة

## وفيات
- أبو محمد الجويني
- سليمان بن هود
- قطران التبريزي